# 秘密基地
《秘密基地》是臺灣歌手張震嶽的第四張個人專輯、於1998年12月11日發行，以歌曲分享此世代年輕人的想法為專輯主題。本專輯是張震嶽與Free Night合作的第二張專輯。此專輯獲選為中國時報舉辦的年度十大流行歌曲專輯之一。

## 曲目
1. 我要錢
2. Free Night
3. 分手吧
4. 勇氣
5. 愛情你我他
6. One Night Stand
7. 愛我別走
8. 乾妹妹
9. 看你300回
10. 自由
11. 愛不要停擺
12. 原諒
13. 愛的初體驗（Let's Do Cha-Cha Mix）